# Ljeszek
Ljeszek (szlovákul Liesek) község Szlovákiában, a Zsolnai kerület Turdossini járásában.

## Fekvése
Trsztenától 5 km-re keletre, a zakopanei út mellett fekszik.

## Története
A falut Thurzó Ferenc alapította 1558-ban Csimhova határában, a Lesk nevű dűlőben és az árvai uradalomhoz csatolta. 1564-ben „Laszko”, 1566-ban „Lyezkow”, 1625-ben „Lieszek” néven említik. 1624-ben 220 lakosa volt. A falut 1683-ban lengyel-litván hadak pusztították el, melyet éhínség kísért. A 17. század végén újratelepítették. 1778-ban 620 lakosa volt.
A 18. század végén Vályi András így ír róla: „LIEZSEK. Népes tót falu Árva Várm. az Árvai Uradalomhoz tartozik, fekszik Trsztena Városához 3/4 órányira, lakosai katolikusok, Jelesnya, és Oravitza vizek sok károkat okoznak határjában.”
Fényes Elek 1851-ben kiadott geográfiai szótárában így ír a faluról: „Lieszek, tót falu, Árva vármegyében, 1389 kath., 10 zsidó lak., kik sok gyolcsot csinálnak, sóval és fával kereskednek. Kőszene nem használtatik. Sessiója: 118 3/8. F. u. az árvai uradalom. Ut. postája Rosenberg.”
A 19. században lakói a földművelésen kívül vászon, fa és sókereskedelemmel foglalkoztak. A 20. század elején rövid ideig szénbányázat is folyt itt. A trianoni diktátumig Árva vármegye Trsztenai járásához tartozott.
1945-ben a harcok során házainak 85%-a leégett.

## Népessége
| Év:            | 1994. | 2004.    | 2014.    | 2024.   |
| -------------- | ----- | -------- | -------- | ------- |
| Emberek száma: | 2272  | 2588     | 2865     | 3118    |
| Eltérés:       |       | +13,90 % | +10,70 % | +8,83 % |

| Év:            | 2023. | 2024.   |
| -------------- | ----- | ------- |
| Emberek száma: | 3111  | 3118    |
| Eltérés:       |       | +0,22 % |

1828-ban 265 házában 1399 lakos élt.
1910-ben 1124, túlnyomórészt szlovák lakosa volt.
2011-ben 2748 lakosából 2710 szlovák.

## Nevezetességei
- Mihály arkangyalnak szentelt római katolikus temploma 1818-ban épült, a 20. század elején felújították.

## Külső hivatkozások
- Községinfó
- Ljeszek Szlovákia térképén
- A község az Árvai régió honlapján
- E-obce.sk[halott link]